# Ferencvárosi Torna Club
Il Ferencvárosi Torna Club, spesso citato semplicemente come Ferencváros, è la sezione calcistica della polisportiva Ferencvárosi Torna Club. Milita nella Nemzeti Bajnokság I, la massima serie del campionato ungherese di calcio.
Compagine calcistica più titolata d'Ungheria, potendo vantare, a livello nazionale, la vittoria di 36 campionati, 24 coppe nazionali e 6 supercoppe nazionali, nel luglio del 2006 il club è stato retrocesso in seconda serie per continui problemi finanziari e, nonostante abbia successivamente contestato questa decisione vincendo una causa contro la federcalcio magiara, ha dovuto attendere tre stagioni prima di festeggiare il ritorno in massima serie.
A livello internazionale è l'unico club ungherese ad aver vinto dei trofei europei maggiori, essendosi aggiudicato due Coppe dell'Europa Centrale nel 1928 e nel 1937 ed una Coppa delle Fiere nel 1964-1965, quest'ultima grazie al successo per 1-0 contro la Juventus in gara singola a Torino. In questo torneo arrivò all'ultimo atto anche nel 1967-1968, mentre nel 1974-1975 raggiunse la finale di Coppa delle Coppe, dove fu sconfitto dalla Dinamo Kiev. È stata anche la prima squadra ungherese ad accedere alla fase a gruppi della UEFA Champions League, nella stagione 1995-1996, battendo l'Anderlecht nel turno preliminare e ripetendosi poi nella stagione 2020-2021, quando eliminò ai play-off il Molde.
La rivalità principale nel campionato ungherese è con l'Újpest; il derby Ferencváros-Újpest è il più sentito di tutto il campionato, mentre con l'MTK i biancoverdi giocano lo storico Örökrangadó, cioè il "derby eterno".
Il motto del club, simboleggiato dalle tre E presenti nella parte bassa dello stemma, è: Erkölcs, Erő, Egyetértés ("moralità, forza, concordia").

## Storia

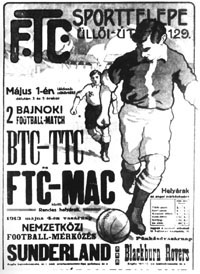
Manifesto della partita FTC-Magyar AC, nel 1913

Il Ferencvárosi TC viene fondato il 3 maggio 1899 a Ferencváros, distretto di Budapest, e il 3 dicembre 1900 si dota di una sezione calcistica.
Nel 1901 ha inizio il campionato ungherese al quale la squadra partecipa subito, partendo immediatamente dalla massima divisione. Dopo un terzo e un secondo posto, il Ferencváros vince il primo titolo nazionale nel 1903, e ripeterà l'impresa altre sette volte prima dello scoppio della prima guerra mondiale, trascinato soprattutto dai gol di Imre Schlosser, capocannoniere per sei volte in questo periodo, più un'altra nel dopoguerra. Nella stagione 1908-09 vince il primo trofeo internazionale, la Challenge-Cup, mentre nel 1912-13 vince per la prima volta la Magyar Kupa.
Poco prima della Grande Guerra comincia però il ciclo di vittorie dell'MTK, e il club si deve accontentare di sei secondi posti in campionato, e della coppa nel 1921-22. Per festeggiare nuovamente il titolo bisogna attendere il campionato 1925-26, mentre l'anno successivo il Ferencváros può festeggiare il decimo titolo. Dopo aver conquistato anche il campionato 1927-28, arriva il primo trofeo internazionale maggiore della sua storia, la Coppa dell'Europa Centrale 1928, che viene conquistata battendo in finale il Rapid Vienna. Sono questi gli anni in cui József Takács diventa capocannoniere.
Negli anni trenta il Ferencváros vince il campionato quattro volte, addirittura conclude la stagione 1931-32 vincendo tutte le ventidue partite. Nello stesso decennio, oltre a due coppe nazionali, arriva un'altra Coppa dell'Europa Centrale, quella del 1937, ottenuta battendo in finale la Lazio.
Negli anni quaranta e cinquanta vince due titoli e quattro coppe nazionali. In occasione della vittoria del 1948-49 Ferenc Deák diventa capocannoniere del campionato con ben cinquantanove gol.

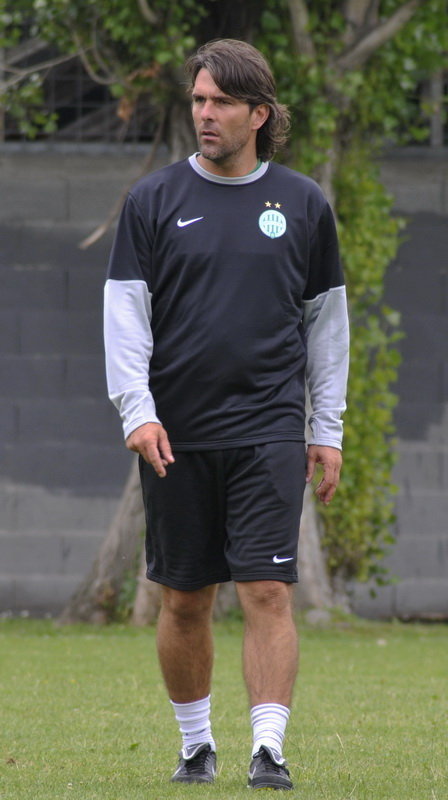
Péter Lipcsei, icona del Ferencvárosi degli anni novanta e duemila

Gli anni sessanta sono un decennio di successi: oltre alla vittoria di quattro campionati è sicuramente da segnalare la vittoria della Coppa delle Fiere 1964-1965, ottenuta sconfiggendo, tra gli altri, la Roma nel terzo turno e la Juventus in finale. La finale della Coppa delle Fiere viene raggiunta anche nell'edizione 1967-68, ma in quell'occasione è il Leeds ad avere la meglio. Di rilievo anche il quarto di finale nella Coppa dei Campioni 1965-1966, quando è eliminato per mano dell'Inter. Da segnalare inoltre che nel 1967 Flórián Albert (a cui verrà successivamente intitolato lo stadio) vince il Pallone d'oro.
Gli anni settanta sono caratterizzati dal lungo ciclo di vittorie dell'Újpest, così il Ferencváros si deve accontentare di vincere un solo campionato, nel 1975-1976, oltre a quattro coppe nazionali e buoni risultati a livello internazionale: la semifinale nella Coppa UEFA 1971-1972, prima edizione della manifestazione, e soprattutto la finale della Coppa delle Coppe 1974-1975, persa contro la Dinamo Kiev.
Gli anni ottanta e anni novanta vedono la squadra vincere quattro titoli nazionali, quattro coppe e tre supercoppe nazionali. Nella stagione 1994-1995 il Ferencváros è la prima squadra ungherese a qualificarsi alla UEFA Champions League dell'annata seguente: dopo aver eliminato l'Anderlecht nel turno preliminare, i magiari chiuderanno la fase a gironi al terzo posto nel proprio raggruppamento.
Negli anni duemila il club vince due titoli nazionali, due Coppe d'Ungheria e una Supercoppa d'Ungheria. Al termine della stagione 2003-2004 il club si qualifica alla fase a gironi della Coppa UEFA dell'annata seguente, dove viene eliminato. Nel luglio del 2006 il club viene retrocesso in NB II per continui problemi finanziari. Nella stagione 2006-2007 il sogno di un immediato ritorno in NB I viene infranto dal Nyíregyháza Spartacus che, battendo il Fradi nello scontro per la promozione, condanna i biancoverdi alla permanenza in seconda divisione. Nonostante lo sforzo economico per acquistare nuovi giocatori e riportare vecchie stelle in squadra, la stagione 2007-2008 vede il club chiudere al terzo posto, che significa permanenza per un altro anno in seconda serie.
Nel febbraio del 2008 Kevin McCabe, presidente dello Sheffield United, stipula un accordo per acquistare la squadra magiara e uno con il governo ungherese per l'acquisto e lo sviluppo del terreno intorno allo stadio Flórián Albert. Un anno dopo il Ferencváros ottiene la promozione in NB I, tornando così in massima serie.
Nel 2010-2011 la squadra chiude il campionato al terzo posto, mentre nel 2012-2013 si aggiudica la Coppa di Lega ungherese. Nel 2014-2015 vi è un tris di coppe, con la vittoria di Coppa di Lega, Coppa d'Ungheria e Supercoppa d'Ungheria. Nel 2015-2016 la squadra torna ad aggiudicarsi il campionato dopo dodici anni e trionfa anche in coppa e supercoppa nazionale; un anno più tardi coglie un altro successo in coppa. Quattro altri titoli nazionali vengono vinti tra il 2018 e il 2022, mentre nella stagione 2020-2021, superati quattro turni preliminari, il club torna a disputare una fase a gironi della UEFA Champions League dopo venticinque anni. Sorteggiati nel gruppo G con Juventus, Barcellona e Dinamo Kiev, il club ungherese raccoglierà solo un punto. Due anni più tardi, dopo essere stati eliminati dal terzo turno preliminare di Champions dagli azeri del Qarabağ, vengono raggruppati in Europa League insieme a Monaco, Trabzonspor e Stella Rossa e riescono a sorpresa a terminare al primo posto nel girone e qualificarsi alla fase a eliminazione diretta di una competizione europea per la prima volta dagli anni '70.

## Cronistoria

### Cronologia dei nomi
- 1899 : Fondato come Ferencvárosi Torna Club
- 1926 : Ferencváros Football Club
- 1944 : Ferencvárosi Torna Club
- 1949 : ÉDOSZ, Élelmezésipari Dolgozók Szakszervezetének Sport Egyesülete
- 1950 : Bp. Kinizsi, Budapesti Kinizsi Sport Egyesület
- 1956 : Ferencvárosi Torna Club

## Strutture

### Stadio
Il Ferencváros ha disputato gli incontri casalinghi, fino alla stagione 2013-2014, all'Albert Flórián stadion che aveva una capacità di 18 100 spettatori. Lo stadio fu intitolato a Flórián Albert, centravanti del Fradi nonché unico giocatore ungherese ad aver vinto il Pallone d'oro, nel 1967.
Dalla stagione seguente la squadra disputa le gare casalinghe alla Groupama Arena, costruita al posto dell'Albert Flórián. La capienza del nuovo stadio è di 22 000 posti.
L'inaugurazione è avvenuta il 10 agosto 2014, con l'amichevole Ferencvaros - Chelsea.

## Calciatori

### Vincitori di titoli
Calciatori campioni olimpici di calcio
- Jenő Dalnoki (Helsinki 1952)
- Dezső Novák (Tokyo 1964, Città del Messico 1968)
- Pál Orosz (Tokyo 1964)
- Zoltán Varga (Tokyo 1964, Città del Messico 1968)
- István Juhász (Città del Messico 1968)
- Miklós Páncsics (Città del Messico 1968)
- Lajos Szűcs (Città del Messico 1968)

#### Premi individuali
Pallone d'oro: 1 
- Flórián Albert 1967

### Numeri ritirati
- 1  Gyula Grosics, portiere, schierato simbolicamente in campo per pochi minuti nel 2008 a 82 anni.
- 2  Tibor Simon, difensore (1985-1999), morto assassinato nel 2002.
- 12 – I tifosi. Numero ritirato nel 2007.

## Allenatori
- István Tóth Potya (1926-30)
- Zoltán Blum (1930-37)
- Sándor Bródy (1937)
- József Sándor (1937)
- Emil Rauchmaul (1937-38)
- György Hlaway (1938-39)
- Lajos Dimény (1939-42)
- István Tóth Potya (1943)
- Alfréd Schaffer (1943-44)
- Pál Szabó (1945)
- Gábor Urbancsik (1945-46)
- Lajos Dimény (1946-47)
- Zoltán Opata (1947)
- Antal Lyka (1948-50)
- Miklós Vadas (1950)
- Gábor Urbancsik (1951)
- Ferenc Deák (1952)
- Károly Sós (1953-56)
- Árpád Csanádi (1957)

- Sándor Tátrai (1958-61)
- József Mészáros (1961-65)
- Oszkár Vilezsál (1965)
- Sándor Tátrai (1966)
- Károly Lakat (1967-69)
- Géza Kalocsay (1970)
- Jenő Dalnoki (1970)
- Ferenc Csanádi (1970-73)
- Dezső Novák (1973)
- Jenő Dalnoki (1973-78)
- Zoltán Friedmanszky (1978-80)
- Dezső Novák (1980-83)
- Géza Vincze (1984-85)
- Jenő Dalnoki (1985-87)
- Gyula Rákosi (1987-1990)
- Tibor Nyilasi (1990-94)
- Dezső Novák (1994-96)
- József Mucha (1996)
- Zoltán Varga (1996-97)

- Tibor Nyilasi (1997-98)
- Marijan Vlak (1999)
- József Mucha (1999)
- Stanko Poklepović (1999-2000)
- János Csank (2000-01)
- József Garami (2002-03)
- Attila Pintér (2004)
- Csaba László (2004-05)
- Imre Gellei (2005-2007)
- Zoran Kuntic (2007)
- János Csank (2007-08)
- Bobby Davison (2008-09)
- Craig Short (2009-10)
- László Prukner (2010-11)
- Lajos Détári (2011-2012)
- Ricardo Moniz (2012-2013)
- Thomas Doll (2013-2018)
- Serhij Rebrov (2018-2021)
- Peter Stoger (2021)

- Stanislav Čerčesov (2021-2023)

 Csaba Máté (2023)
- Dejan Stanković (2023-2024)
- Pascal Jansen (2024-)

## Palmarès

### Competizioni nazionali
- Campionato ungherese: 36  (record)

1903, 1905, 1906-1907, 1908-1909, 1909-1910, 1910-1911, 1911-1912, 1912-1913, 1925-1926, 1926-1927, 1927-1928, 1931-1932, 1933-1934, 1937-1938, 1939-1940, 1940-1941, 1948-1949, 1962-1963, 1964, 1967, 1968, 1975-1976, 1980-1981, 1991-1992, 1994-1995, 1995-1996, 2000-2001, 2003-2004, 2015-2016, 2018-2019, 2019-2020, 2020-2021, 2021-2022, 2022-2023, 2023-2024, 2024-2025
- Coppa d'Ungheria: 24  (record)

1912-1913, 1921-1922, 1926-1927, 1927-1928, 1932-1933, 1934-1935, 1941-1942, 1942-1943, 1943-1944, 1957-1958, 1971-1972, 1973-1974, 1975-1976, 1977-1978, 1990-1991, 1992-1993, 1993-1994, 1994-1995, 2002-2003, 2003-2004, 2014-2015, 2015-2016, 2016-2017, 2021-2022
- Supercoppa d'Ungheria: 6  (record)

1993, 1994, 1995, 2004, 2015, 2016
- Nemzeti Bajnokság II: 1

2008-2009
- Coppa di lega ungherese: 2

2012-2013, 2014-2015

### Competizioni internazionali
- Coppa delle Fiere: 1  (record ungherese)

1964-1965
- Coppa dell'Europa Centrale: 2

1928, 1937
- Coppa dell'Europa Centrale:

Finalista: 1940
- Challenge-Cup: 1

1909
- Coppa Intertoto: 1

1978

## Statistiche e record

### Statistiche individuali
| Presenze - 428 - Péter Lipcsei (1990-1995, 1997-1998, 2000-2010) - 384 - György Sárosi (1931-1948) - 356 - Sándor Mátrai (1953-1967) - 351 - Flórián Albert (1959-1974) - 345 - Máté Fenyvesi (1953-1969) - 325 - József Keller (1984-1995, 1996, 2000-2003, 2005) - 322 - Gyula Rákosi (1957-1972) - 316 - László Bálint (1968-1979) - 313 - Zoltán Ebedli (1973-1984, 1985-1986) - 309 - István Géczi (1962-1979) | Reti - 351- György Sárosi (1931-1948) - 269 - Imre Schlosser (1906-1915, 1926-1927) - 256 - Flórián Albert (1959-1974) - 213 - Géza Toldi (1928-1939,1942-1943) - 209 - József Takács (1927-1934) - 132 - Tibor Nyilasi (1973-1983) - 121 - Ferenc Deák (1947-1950) - 113 - Mihály Pataki (1910-1927) - 105 - Ferenc Weisz (1902-1920) - 101 - Péter Lipcsei (1990-1995, 1997-1998, 2000-2010) |

## Tifoseria

### Gemellaggi e rivalità
Amicizie
- Śląsk Breslavia
- Rapid Vienna
- Zalaegerszeg

Rivalità
- Békéscsaba
- Debrecen
- Diósgyőr
- Győri ETO
- Honvéd
- MTK Budapest
- Újpest
- Vasas
- Fehérvár

## Organico

### Rosa 2025-2026
| N. |                      | Ruolo | Calciatore              |
| -- | -------------------- | ----- | ----------------------- |
| 3  | Svizzera (bandiera)  | D     | Stefan Gartenmann       |
| 5  | Guinea (bandiera)    | C     | Naby Keïta              |
| 7  | Australia (bandiera) | A     | Daniel Arzani           |
| 8  | Serbia (bandiera)    | A     | Aleksandar Pešić        |
| 10 | Svezia (bandiera)    | A     | Jonathan Levi           |
| 15 | Israele (bandiera)   | C     | Mohammad Abu Fani       |
| 16 | Norvegia (bandiera)  | C     | Kristoffer Zachariassen |
| 17 | Armenia (bandiera)   | C     | Ėdgar Sevikjan          |
| 18 | Ungheria (bandiera)  | C     | Péter Baráth            |
| 19 | Ungheria (bandiera)  | A     | Barnabás Varga          |
| 20 | Mali (bandiera)      | A     | Adama Traoré            |
| 21 | Ungheria (bandiera)  | D     | Endre Botka             |
| 22 | Ungheria (bandiera)  | D     | Gábor Szalai            |
| 23 | Ungheria (bandiera)  | C     | Bence Ötvös             |
| 24 | Nigeria (bandiera)   | C     | Tosin Kehinde           |
| 25 | Lettonia (bandiera)  | C     | Čebrails Makreckis      |
| 27 | Francia (bandiera)   | D     | Ibrahim Cissé           |
| 28 | Belgio (bandiera)    | D     | Toon Raemaekers         |
| 29 | Ungheria (bandiera)  | P     | Gergő Szécsi            |
| 30 | Ungheria (bandiera)  | A     | Zsombor Gruber          |

| N. |                                 | Ruolo | Calciatore          |
| -- | ------------------------------- | ----- | ------------------- |
| 32 | Serbia (bandiera)               | A     | Aleksandar Ćirković |
| 33 | Brasile (bandiera)              | C     | Cadu                |
| 36 | Israele (bandiera)              | C     | Gavriel Kanichowsky |
| 44 | Francia (bandiera)              | D     | Ismaïl Aaneba       |
| 47 | Irlanda (bandiera)              | C     | Callum O'Dowda      |
| 54 | Ungheria (bandiera)             | D     | Norbert Kaján       |
| 64 | Ungheria (bandiera)             | C     | Alex Tóth           |
| 66 | Brasile (bandiera)              | C     | Júlio Romão         |
| 72 | Ungheria (bandiera)             | C     | Ádám Madarász       |
| 74 | Ungheria (bandiera)             | A     | Szilárd Szabó       |
| 75 | Francia (bandiera)              | A     | Lenny Joseph        |
| 76 | Ungheria (bandiera)             | C     | Krisztián Lisztes   |
| 77 | Ungheria (bandiera)             | D     | Barnabás Nagy       |
| 80 | Costa d'Avorio (bandiera)       | C     | Habib Maïga         |
| 88 | Belgio (bandiera)               | C     | Philippe Rommens    |
| 90 | Ungheria (bandiera)             | P     | Dénes Dibusz        |
| 99 | Ungheria (bandiera)             | P     | Dávid Gróf          |
|    | Nigeria (bandiera)              | A     | Fortune Bassey      |
|    | Bosnia ed Erzegovina (bandiera) | A     | Kenan Kodro         |